# Redes Energéticas Nacionais
A REN – Redes Energéticas Nacionais, é uma empresa portuguesa de transporte de eletricidade e gás natural. É responsável pela gestão global do Sistema Elétrico Nacional e do Sistema Nacional de Gás Natural. A sua missão é garantir o fornecimento de eletricidade e gás natural sem interrupções, ao menor custo, com qualidade e segurança. Procura ainda assegurar o equilíbrio entre todos os intervenientes no mercado energético, incluindo geração, transporte,  distribuição e consumidores.

## História
A REN foi criada em agosto de 1994, tendo como Presidente do Conselho de Administração o Engenheiro Silva Correia, na sequência da cisão da Eletricidade de Portugal (EDP), cisão e reestruturação orgânica que deu origem à criação do Grupo EDP constituído na altura por uma Holding e 19 empresas, 6 das quais, incluindo a REN, respondendo pelas principais atividades do "core business" da EDP.
Não obstante o "embrião" da REN ter sido a Direção Operacional da Rede Elétrica (DORE), uma das 8 Direcções Operacionais da EDP, em 1993, ano em que o processo de reestruturação/cisão da empresa se desenvolveu a sua história, remonta a 1947, ano em que foi fundada a CNE - Companhia Nacional de Eletricidade, empresa pioneira no transporte de energia elétrica em Portugal e, portanto, a sua antecessora original.
Em Novembro de 2000, a REN saiu do Grupo EDP. O prosseguimento do processo de privatização desse Grupo, em 2000, e a liberalização do mercado energético europeu, que, conforme orientação da directiva 96/92/CE de 19 de Dezembro de 1996, veio impor a separação jurídica entre as empresas responsáveis pela gestão da rede de transporte e as que desenvolvem actividades de produção e distribuição de electricidade, tornaram inaceitável a manutenção do modelo existente (gestão das 3 actividades no seio da mesma empresa), por se entender que poderia gerar potenciais conflitos de interesse, indesejáveis num mercado que se pretende aberto e transparente.
Nessa linha o Governo, através do Decreto-Lei 198/2000 de 24 de Agosto, procedeu à autonomização da REN, numa opção nítida de reestruturação do Sistema Eléctrico Nacional (SEN), consolidando, assim, a posição da concessionária da rede como entidade independente dos restantes operadores.
No intuito de acrescentar valor aos seus accionistas e seguindo uma estratégia de diversificação e de rentabilização da sua rede privada de telecomunicações, a REN criou, em finais de 2001, a Rentelecom - Comunicações S.A., sua primeira empresa subsidiária.
Em 2003, no âmbito da liberalização do mercado de electricidade, a REN constitui, a 16 de Junho, a segunda empresa subsidiária, o OMIP - Operador do Mercado Ibérico de Energia (Pólo Português), S.A., que tem por missão gerir o mercado de Energia eléctrica a prazo em articulação com o OMEL - Operador del Mercado Ibérico de Energia (Polo Español), S.A. encarregue de gerir os mercados diário e intra diário. De forma a permitir a fusão destes dois pólos e assim constituir o Mercado Ibérico de Electricidade (MIBEL), previsto para 2006, o OMIP, constituído inicialmente com capital da REN, irá sofrer ajustamentos graduais na sua estrutura accionista. O primeiro passo nesse sentido foi dado, ainda em 2003, com a troca de participações em 10% entre ambos os operadores.
Ainda em 2003, a 31 de Dezembro, no âmbito da reorganização do sector energético em Portugal, a REN adquiriu 18,3% do capital social da Galp Energia, tendo-se provido até ao final de 2006 a aquisição de activos de transporte de gás em alta pressão pela REN. A REN, por essa altura, já tinha adquirido a maioria dos activos da Transgás, uma holding da Gás de Portugal (detida pela Galp Energia). Passa então a designar-se REN-Redes Energéticas Nacionais.
A 3 de Novembro de 2011, o XIX Governo Constitucional de Portugal aprovou a 2ª fase do processo de reprivatização do capital social da REN. Este processo finalizou-se a 2 de Fevereiro de 2012 com a entrada da State Grid of China e da Oman Oil no capital da empresa. A 24 de Abril de 2014 foi decidida a venda pela Parpública e pela Caixa geral de Depósitos de até 11% da REN, o que culminou com a saída de ambas da estrutura accionista de referência da empresa a 16 de Junho de 2014.
Em julho de 2021, o empresário espanhol Amancio Ortega, presidente e fundador da Inditex, adquiriu a participação da Oman Oil, passando a deter 12% da empresa.

## Estrutura acionista
Atualizado em 17 de fevereiro de 2024
- State Grid of China 25,0%
- Pontegadea (Amancio Ortega) 12,0%
- Lazard Asset Management 7,7%
- Fidelidade 5,3%
- Red Eléctrica Corporación S.A. 5,0%
- Ações próprias 0,6%
- Capital disperso (accionistas privados) 44,4%